# Ayn-Rand-Institut
Das Ayn Rand Institute: The Center for the Advancement of Objectivism (ARI) ist ein US-amerikanischer Thinktank in Irvine (Kalifornien), der die Ideen von Ayn Rand, den sogenannten „Objektivismus“, verbreitet. Der Think Tank wurde 1985, drei Jahre nach Rands Tod, von Leonard Peikoff, einem Schüler Rands, gegründet. Executive Director des ARI ist Yaron Brook. 

## Aktivitäten
Zu den Aktivitäten zählen Kurse in Objektivismus und verwandten Themen, die vom Objectivist Academic Center angeboten werden. Daneben veranstaltet das ARI öffentliche Vorträge, schreibt Autorenwettbewerbe zu Rands Novellen aus, stellt Material zum Objektivismus für Campus-Clubs bereit, verbreitet Rands Schriften an Schulen und unter Professoren und vermittelt Interviewgäste an Radio- und TV-Sender.

## Politische Positionierung
Das Ayn Rand Institute vertritt libertäre und rechte Positionen. Es gibt regelmäßig Stellungnahmen und Kommentare zu politischen Themen und Ereignissen ab. Darin wurde u. a. ein sehr hartes Vorgehen im Krieg gegen den Terror gefordert, eine deutliche Kritik am Multikulturalismus geübt und der anthropogene Klimawandel bestritten. Die Organisation trat auch schon als Co-Sponsor einer vom Heartland Institute ausgerichteten Klimawandelleugnerkonferenz auf.

## Kritik
In die Kritik gerieten das Ayn Rand Institute und der Objektivismus immer wieder wegen der Betonung des Egoismus, u. a. nachdem ein Sprecher des Think Tanks forderte, dass keine Steuergelder an die Opfer der Tsunami-Katastrophe in Südostasien 2004 gespendet werden sollten. Später veröffentlichte das ARI eine „Klarstellung“ zu dem Thema. In einer vollständig freien, „vollkommenen“ Gesellschaft, für die sich das ARI einsetze, hätte die Regierung nicht die Macht, die Bürger zu besteuern und ihren Reichtum für wohltätige Zwecke umzuverteilen, weder im Inland noch im Ausland. Eine kurzfristige Katastrophenhilfe an ausländische Opfer einer Naturkatastrophe sei aber noch eine der harmlosesten Arten von Rechtsverletzungen durch den Staat. Es sei daher unangemessen gewesen, die Katastrophenhilfe herauszugreifen und zu verurteilen. Obwohl es besser gewesen wäre, die Hilfsgelder für einen „legitimen“ Staatszweck einzusetzen (wie zum Beispiel für die Ausrüstung und Bewaffnung der US-Truppen im Irak), gebe es doch Tausende von staatlichen Aktionen, die für „unsere“ Rechte schädigender seien. Weit schlimmer wäre es zum Beispiel gewesen, wenn die Regierung das Geld in die Anti-Kartellabteilung des Justizministeriums gepumpt hätte, die direkt für die „Verfolgung“ erfolgreicher Geschäftsleute zuständig sei.
Das Institut hat im Rahmen des Paycheck Protection Program (PPP) der US-Regierung bei der zuständigen Small Business Administration (SBA) ein Darlehen in Höhe von 350.000 bis 1 Million Dollar beantragt, um die Gehälter seiner Angestellten während der Corona-Krise zu finanzieren. Zur Begründung verweist das Institut auf eine Kurzdienst-Mitteilung vom Mai 2020. Danach beansprucht das Institut nach Erklärung seines Vorstandsvorsitzenden (Chairman of the Board of Directors) Harry Binswanger und des Senior Editors des Podcast-Organs ‚New Ideal‘ der Objektivismus-Epigonen, Onkar Ghate, die öffentliche Hilfe für Schäden, die durch staatliche Weisungen, regulatorische Maßnahmen der Behörden und diktatorische Eingriffe der Regierung hervorgerufen wurden. Es würde die Gerechtigkeit für Kapitalisten auf den Kopf stellen, diese entlastenden Hilfen nicht in Anspruch zu nehmen. In diesem Rahmen wäre es für Befürworter des Kapitalismus auch moralisch falsch, beiseite zu treten und zuzusehen, wie das frische Geld nur an Anti-Kapitalisten verteilt würde.